# مدحت عباس
مدحت عباس یک مقام بهداشتی فلسطینی است که از ژانویه ۲۰۲۳ به عنوان مدیرکل وزارت بهداشت غزه خدمت می‌کند.

## حرفه
از زمان تصرف غزه توسط حماس در سال ۲۰۰۷، عباس یکی از مقامات وزارت بهداشت غزه است که توسط حماس اداره می‌شود. عباس به عنوان مدیر واحد بحران این وزارتخانه به بی‌ام‌جی گفت: «حماس مقامات پزشکی را به دلیل فساد مدیریتی، مالی و اخلاقی اخراج کرده‌است.»
عباس در طول جنگ غزه ۲۰۰۸–۲۰۰۹ ریاست بخش همکاری‌های بین‌المللی وزارت بهداشت غزه را بر عهده داشت. عباس بعدها مدیر کل بیمارستان الشفاء، بیمارستان اصلی غزه، در جریان عملیات اسرائیل در سال ۲۰۱۲ در نوار غزه و بیمارستان الاقصی در دیرالبلاح در طول جنگ غزه در سال ۲۰۱۴ شد.